# 城満寺
城満寺（じょうまんじ）は、徳島県海部郡海陽町吉田にある曹洞宗の寺院。
1291年（正応4年）に曹洞宗の太祖、瑩山紹瑾により開山される。曹洞宗で9番目に古い寺院であり、四国では最古の禅寺である。
城満寺が付近の文化に与えた影響は大きく、付近には四国に数少ない曹洞宗の寺院が散在し、また城満寺の裏手の山は「禅僧山」と呼ばれ、瑩山紹瑾の弟子たちが入って座禅修行に励んだという伝説が受け継がれている。
禅僧山に生育する巨大な杉は「禅僧杉」と呼ばれ、坐禅をする禅僧になぞらえられて珍重されている。

## 歴史
1291年（正応4年）、海部郡司が開基となり、瑩山紹瑾を招いて居城の吉田城下に城満寺を開いた。瑩山紹瑾は当時28歳であり、金沢の大乗寺に住して師の徹通義介のもとで修行していたが、この時に招請されて城満寺開山となった。瑩山紹瑾は後に曹洞宗太祖となる。城満寺に入寺した際、瑩山紹瑾により、随行した眼可鉄鏡ら5名が戒を授けられた。
鎌倉時代から室町時代にかけての城満寺の歴史は詳らかではないが、1575年に長宗我部元親の進攻による戦火に遭って焼失し、その後大正年間まで復興されなかった。
大正時代に戸田吾雄が復興を計画し、それを受けて渡辺玄宗と渡辺頼應の師弟によって寺号が復活、大槻哲哉によって伽藍が整備され、今日に至っている。

### 年表
- 1291年（正応04年） - 海部郡司が居城の吉田城下に城満寺を開基、瑩山紹瑾が開山となる。瑩山紹瑾により眼可鉄鏡ら5名が授戒される。眼可鉄鏡が城満寺の首座となる。（1296年（永仁4年）との説もある。）
- 1298年（永仁06年） - 瑩山紹瑾が大乗寺の首座となり、大乗寺に赴く。これまでに、城満寺にて瑩山紹瑾により70余名が受戒する。その後277年間の歴史は不明。
- 1575年（天正03年） - 土佐を統一した長宗我部元親の軍勢が阿波海部に進攻し、戦火により城満寺が焼失する。（建武年間に焼失との説もある。）その後350年間、廃寺となる。

#### 近現代
- 1925年（大正14年） - 曹洞宗の戸田吾雄が、城満寺復興計画を立てるも、福島県の長禄寺が焼失したため、その復興に向かう。復興事務所として仮堂宇が建てられたが、21年間無人となる。
- 1940年（昭和15年） - 戸田吾雄の随身である横関了胤が、城満寺の跡地を調査する。地元の小笹文蔵が、寺所を寄進する。
- 1946年（昭和21年） - 曹洞宗大本山總持寺貫首渡辺玄宗の弟子渡辺頼應が入寺する。
- 1952年（昭和27年） - 城満寺が復興、開山を瑩山紹瑾、二世を渡辺玄宗とする。
- 1953年（昭和28年） - 渡辺頼應が晋山式を挙行し、住職となる。東隆眞が首座となる。
- 1958年（昭和33年） - 渡辺頼應が能登大本山總持寺祖院塔頭芳春院の住職となり、城満寺は11年間無住となる。
- 1963年（昭和38年） - 二世渡辺玄宗が總持寺祖院にて遷化する。
- 1969年（昭和44年） - 大槻哲哉が總持寺祖院から城満寺に入寺、住職となる。
- 1970年（昭和45年） - 城満寺復興奉賛会が結成される。
- 1973年（昭和48年） - 瑩山紹瑾の分骨を拝請して開山塔を建立し、大本山總持寺貫首岩本勝俊を導師に開眼法要が営まれる。
- 1978年（昭和53年） - 三世渡辺頼應が芳春院にて遷化。
- 1987年（昭和62年） - 城満寺二世・三世の卵塔が建立される。總持寺祖院より大般若経六百巻が寄贈され、修復して収蔵される。野村正玄に依頼して釈迦三尊像が彫られ、本尊とされる。
- 1992年（平成04年） - 總持寺から跳龍室玄関を移築し、山門とする。
- 1997年（平成09年） - 小川三夫に依頼して城満寺本堂が建立され、落慶法要が営まれる。
- 2007年（平成19年） - 城満寺坐禅堂が建立され、落慶法要が営まれる。大槻哲哉が病に倒れ、4年間住職不在となる。
- 2011年（平成23年） - 總持寺前貫首で渡辺玄宗に師事した板橋興宗が城満寺の兼務住職となる。田村航也が下野龍西院から城満寺に入寺、住職となる。

## 交通
- JR牟岐線阿波海南駅下車、徒歩50分もしくは車で約10分。
- 阿佐海岸鉄道阿佐東線海部駅下車、徒歩50分。